# 1997년 삼성 라이온즈 시즌
1997년 삼성 라이온즈 시즌은 삼성 라이온즈가 KBO 리그에 참가한 16번째 시즌이다. 백인천 감독이 팀을 이끈 마지막 시즌으로, 류중일이 주장을 맡았다. 팀은 8팀 중 정규시즌 4위에 올라 4년 만에 포스트시즌에 진출했다. 이후 준플레이오프에서 쌍방울 레이더스를 2승 1패로 꺾었으나, 플레이오프에서 LG 트윈스에게 2승 3패로 져 최종 순위는 4위로 유지되었는데 주전 1루수 이승엽이 준플레이오프 3차전에서 7회말 2사 후 쌍방울 심성보의 타구를 잡기 위해 몸을 날리려다 당한 어깨 부상의 후유증에서 벗어나지 못한 것이 컸고 백인천 감독이 시즌 도중 팀과 불화로 인해 경기 도중 이탈하는 일이 벌어지자  시즌 막판  전격 퇴진하고 조창수 감독대행이 팀을 이끌었다.
한편, 4월 3일 요미우리와 우호협정을 맺어 국내 프로야구단 중 세 번째로 일본 프로야구팀과 우호협정을 맺었다.

## 타이틀
- KBO MVP: 이승엽
- KBO 골든글러브: 이승엽 (1루수), 양준혁 (외야수)
- 매직글러브: 이승엽 (1루수), 신동주 (좌익수)
- 준플레이오프 MVP: 김상엽
- 올스타 선발: 이승엽 (1루수), 양준혁 (외야수)
- 올스타전 추천선수: 김태한, 박충식, 정경배
- 컴투스프로야구 레전드 카드: 신동주, 양준혁, 최익성
- 출장(타자): 양준혁, 이승엽 (126)
- 타석: 이승엽 (577)
- 실질타석: 이승엽 (572)
- 타수: 이승엽 (517)
- 안타: 이승엽 (170)
- 2루타: 이승엽, 신동주 (37)
- 홈런: 이승엽 (32)
- 루타: 이승엽 (309)
- 타점: 이승엽 (114)
- 볼넷: 양준혁 (103)
- 사구: 최익성 (18)

### 퓨처스리그
- 출장(타자): 정회선 (76)
- 남부리그 타석: 이계성 (268)
- 남부리그 타수: 이계성 (236)
- 타율: 김훈 (0.372)
- 출루율: 김훈 (0.442)
- 남부리그 안타: 김훈 (74)
- 남부리그 1루타: 하춘동 (55)
- 남부리그 타점: 김승관 (49)
- 남부리그 도루: 김훈 (17)
- 4사구: 김승관 (37)
- 남부리그 다승: 고재섭 (10)
- 승률: 고재섭 (0.909)
- 세이브: 장형석 (10)

## 선수단
- 선발투수 : 김상엽, 박충식, 성준, 최창양, 전병호
- 구원투수 : 최재호, 곽채진, 김인철, 변대수, 장정순, 박동희, 최한림, 장형석, 감병훈, 박석진, 박태순
- 마무리투수 : 김태한, 정성훈, 이상훈
- 포수 : 양용모, 박현영, 김영진, 박근영, 장성국
- 1루수 : 이승엽
- 2루수 : 정경배, 송재익, 김승관
- 유격수 : 김태균, 김재걸
- 3루수 : 김한수, 이동수
- 좌익수 : 신동주, 황성관, 김종훈
- 중견수 : 최익성
- 우익수 : 양준혁, 하춘동
- 지명타자 : 류중일, 김진삼, 이만수, 김훈, 최승우, 이계성, 이희성

## 여담
- 양준혁은 전반기 고의4구로 20회 출루하여 KBO 리그 단일 시즌 전반기 최다 기록을 세웠다.
- 양준혁은 29886표를 받고 올스타에 선정되어 역대 KBO 올스타전 최다 득표자들 중 최소 득표를 기록했다.
- 최익성은 이 시즌 쌍방울 레이더스와의 경기에서 7사구를 기록하여 단일 시즌 쌍방울 레이더스와의 경기에서 최다 사구를 기록한 선수가 되었다.
- 이승엽은 KBO 리그 사상 최초로 단일 시즌 홈경기 100안타를 달성했다. 이 기록은 17년 후에야 서건창에 의해 다시 달성되었다.
- 준플레이오프와 플레이오프는 조창수 감독대행 체제에서 치렀다. 이는 KBO 리그 역대 최초로 감독대행 체제에서 준플레이오프와 플레이오프를 치른 케이스다. 이 중 준플레이오프에서는 팀이 승리함에 따라 조창수 감독대행은 감독대행 최초로 포스트시즌 시리즈 승리를 달성했다.
- 김상엽은 KBO 리그 사상 2번째로 포스트시즌에 타석을 소화한 투수가 되었다.
- 호세 파라는 시즌 후 열린 외국인 선수 드래프트에서 1라운드에 지명되어 삼성 라이온즈 역대 최초의 외국인 선수가 되었다. 또한 KBO 리그 사상 최초의 도미니카 공화국 국적 선수이기도 하다.
- 박규대는 KBO 퓨처스리그 사상 처음으로 통산 1000타석을 달성했다.
- 김승관은 KBO 퓨처스리그 사상 최초로 통산 100득점을 달성했다.

## 같이 보기
- 1998년 삼성 라이온즈 시즌